# Heinz Rudloff
Heinz Rudloff (* 31. Mai 1949) ist ein ehemaliger deutscher Fußballspieler.

## Werdegang
Der Stürmer Heinz Rudloff begann seine Karriere beim TSV Marl-Hüls. 1971 wechselte er zur Spvgg Marl / 1972 zum SC Hassel in Gelsenkirchen und wechselte 1973 zur SG Wattenscheid 09 . In der Winterpause wechselte er zu Schwarz-Weiss Essen Regionalliga West. Rudloff wechselte 1974 zur DJK Gütersloh in die neu geschaffene 2. Bundesliga. In Gütersloh hatte Rudloff seine erfolgreichste Zeit und erzielte 16 Tore in der Saison 1974/75 und weitere 13 Treffer im Jahr darauf. Mit 29 Toren ist er der erfolgreichste Zweitligatorschütze seines Vereins, konnte aber den Abstieg im Jahre 1976 nicht verhindern.
Rudloff wechselte daraufhin zum SV Chio Waldhof 07, wo er zwar regelmäßig spielte, aber seltener traf. Schon zur Winterpause 1976/77 ging Rudloff zum abstiegsbedrohten FK Pirmasens. Mit den Pirmasensern war er 1977 eigentlich abgestiegen, blieb aber nach der freiwilligen Lizenzrückgabe des SV Röchling Völklingen zweitklassig. In der folgenden Spielzeit stieg Rudloff mit seiner nicht mehr konkurrenzfähigen Mannschaft als Tabellenletzter mit 6:70 Punkten in die Amateurliga ab. Er verließ Pirmasens daraufhin mit unbekanntem Ziel. Insgesamt absolvierte Rudloff 114 Zweitligaspiele und erzielte 45 Tore. Von 1978 bis 1980 spielte Rudloff bei Hellweg Lütgendortmund - Oberliga West.
Größte sportliche Erfolge als Spieler: 114 Zweitligaspiele, 45 Tore, Spieler in der Westfalenauswahl (1978 – Spiele in Bagdad, Damaskus) Spiele um die Deutsche Amateurmeisterschaft mit SC Hassel – 1973 gegen Ingolstadt (4:3, 1:2 – nach Verlängerung ausgeschieden – 4 Tore – 3 im Hinspiel (in 3 Minuten 3 Treffer), 1 im Rückspiel)
Trainerstationen von Heinz Rudloff - Trainer mit DFB A-Lizenz
VFB Hüls, FC Marl 2011 e.V, SV Hohentengen, TSV Sigmaringendorf, FV Spfr. Altshausen, SV Sigmaringen, TSV Trochtelfingen, TSV Sigmaringendorf, FV Bad Saulgau, SV Hohentengen, TSV Mägerkingen, VFR Bachem, TSV Berchtesgaden, SG Schönau, SuS Bertlich, SpvGG Marl, SG Herten - 2014 –2019 Honorartrainer bei der Knappen-Fußballschule des FC Schalke 04, 2019 – heute Honorartrainer bei der Deutschen Fussball-Akademie, 01/2015 – 06/2018 – Sportlicher Leiter / Jugend beim VFB Hüls, 07/2018 – 01/2020 - Sportlicher Leiter / Jugend FC Marl 2011 e.V.
Größte sportliche Erfolge als Trainer - Aufstieg mit SuS Bertlich (Bezirksliga), Aufstieg mit TSV Trochtelfingen (Landesliga) - Aufstieg mit SG Schönau (Bezirksliga) Aufstieg mit TSV Sigmaringendorf (A-Junioren – Bezirksliga)
Berufliche Stationen von Heinz Rudloff
Ausbildung: Chemiefacharbeiter, 4 Jahre Bundeswehr / Marine,   Sportstudium in Hannover
Berufliche Stationen 1971 – 1976 Harkortschule / Grundschule - Anstellung als Sportlehrer durch das Land NRW, 1976 – 1978 Anstellung als Sportlehrer Kurpfalz-Gymnasium Mannheim 1978 – 2014 – Angestellter im Christlichen Jugenddorfwerk Deutschlands 1978–1984 – Sportlehrer im Berufsbildungswerk Frechen 1984–1991 – Sportlehrer und Sozialpädagoge im Sportinternat (Skigymnasium) Jugenddorf Christophorusschule Berchtesgaden (CJD JDCS Obersalzberg), 1991–1992 Pädagogischer Leiter im Berufsbildungswerk Frechen, 1992 – 2000 stellv. Internatsleiter im CJD Sigmaringen, 2000 – 08/2014 Internatsleiter im CJD Geradstetten, 09/2014 – heute Rentner
Besondere Aufgaben im Christlichen Jugenddorfwerk Deutschlands
1978 bis 2003 Mitglied im Sportbeirat des CJD – Aufgabe als Fachwart Fussball – hier auch Seminartätigkeit – Organisation von Großveranstaltungen, 1994–1995 Tätigkeit als Projektleiter Sozialmarketing in BW, Verantwortlich für die Öffentlichkeitsarbeit im CJD Geradstetten, Verantwortlich für das Qualitätsmanagement im CJD Geradstetten, 2011 – 2014 Geschäftsführer der CJD-Arnold-Dannenmann-Stiftung e.V., 2019 – heute Geschäftsführer der Arnold-Dannenmann Stiftung e.V.